# Langmauer

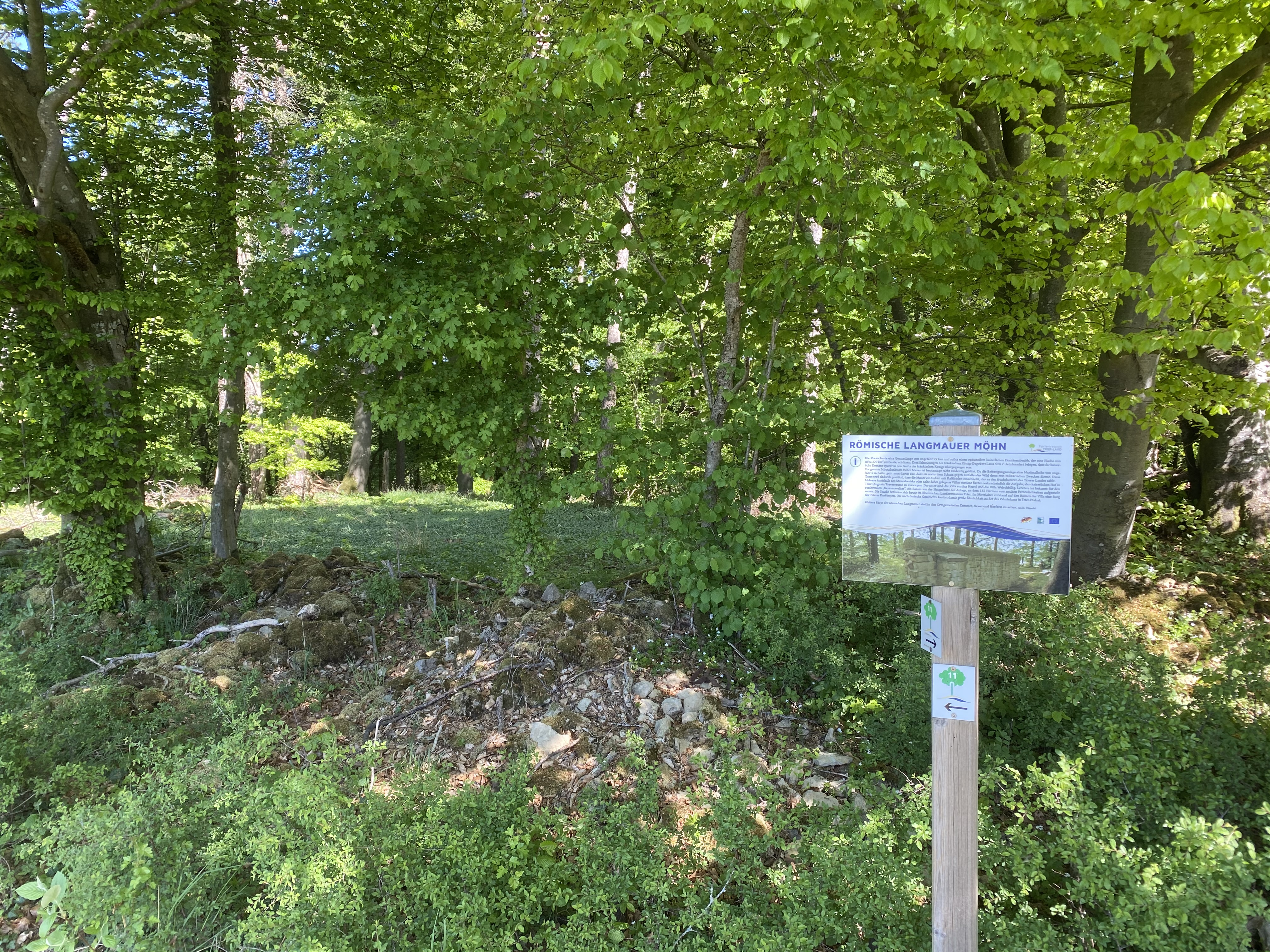
Langmauer bei Welschbillig

Die Langmauer in Rheinland-Pfalz ist eine römerzeitliche Befestigungsanlage aus dem 4. Jahrhundert, die unter dem spätrömischen Kaiser Valentinian I. (364 – 375 n. Chr.) errichtet wurde.

## Geschichtliches
Die Mauer hatte eine Gesamtlänge von ungefähr 72 km und sollte einen spätantiken kaiserlichen Domänenbezirk, der eine Fläche von zirka 220 km² umfasste, schützen. Zwei Schenkungen des fränkischen Königs Dagobert I. aus dem 7. Jahrhundert belegen, dass die kaiserliche Domäne später in den Besitz der fränkischen Könige übergegangen war.
Die genaue Schutzfunktion dieser Mauer ist heutzutage nicht eindeutig geklärt. Da die Befestigungsanlage eine Maximalhöhe von ungefähr zwei Meter hatte, geht man davon aus, dass sie mehr dem Schutz gegen einfallendes Wild denn rein militärischen Zwecken diente. Diese These wird dadurch gestützt, dass die Mauer ein Gebiet mit Kalkböden einschließt, das zu den fruchtbarsten des Trierer Landes zählt.
Mehrere innerhalb des Mauerbezirks oder nahe dabei gelegene Villae rusticae hatten wahrscheinlich die Aufgabe, den kaiserlichen Hof in Trier (Augusta Treverorum) zu versorgen. Darunter sind die Villa rustica Newel und die Villa Welschbillig. Letztere ist bekannt für den prachtvollen „Hermenweiher“, ein Bassin vor der Hauptfront der Anlage, an dem 112 Hermen von antiken Persönlichkeiten aufgestellt waren. Die Stücke befinden sich heute im Rheinischen Landesmuseum Trier. Im Mittelalter entstand auf den Ruinen der Villa eine Burg der Trierer Kurfürsten. Die nachrömische Geschichte besitzt damit große Ähnlichkeit zu der des Palatiolums in Trier-Pfalzel.

## Aussehen der Langmauer
Einzelbruchstücke bzw. Reste dieser Befestigungsanlage sind in Kordel, Butzweiler und Welschbillig (Landkreis Trier-Saarburg) erhalten. In Herforst (Eifelkreis Bitburg-Prüm) wurde aus originalem Steinmaterial ein Teilstück der Mauer rekonstruiert.
Die durchschnittliche Breite der Mauer betrug 60 cm. Sie war durch in alternierender Folge in den Boden integrierter Lisenen, mit einer Breite von 40 bis 48 cm und einer Länge von 7,40 m, verstärkt. Diese Stützpfeiler ragen bis 42 cm in den Boden. In der Mauer wurden zwei Inschriften gefunden, die zusammen mit militärischen Fundobjekten auf eine Erbauung durch die militärische Einheit der Primani hinweisen.